# Karl Steiner (Oberamtmann)
Karl Anton Steiner (* 6. Mai 1861 in Heidelsheim; † 1. Januar 1929 in Baden-Baden) war ein deutscher Verwaltungsbeamter.

## Leben
Karl Steiner, Sohn eines Mühlenbesitzers, studierte nach dem Besuch des Gymnasiums in Bruchsal von 1880 bis 1884 Rechtswissenschaften an den Universitäten Freiburg, Leipzig und Heidelberg. 1881 wurde er Mitglied des Corps Suevia Freiburg. 1885 wurde er Rechtspraktikant und 1889 Referendär. Nach Tätigkeiten als Dienstverweser und Gehilfe bei zahlreichen Bezirksämtern wurde er 1896 Amtmann beim Bezirksamt Mannheim und 1897 Oberamtmann und Amtsvorstand des Bezirksamts Oberkirch. 1903 wurde er Amtsvorstand des Bezirksamts Weinheim. 1910 wurde er zum Geheimen Regierungsrat ernannt und 1912 als Amtsvorstand zum Bezirksamt Offenburg versetzt. 1919 kam er zum Bezirksamt Mannheim, wurde zunächst stellvertretender Landeskommissär in Mannheim und war von 1920 bis zu seiner Pensionierung 1924 Amtsvorstand des Bezirksamts Mannheim.

## Auszeichnungen
- Ritterkreuz 1. Klasse des Ordens vom Zähringer Löwen, 1906
- Badisches Kriegsverdienstkreuz, 1916
- Preußisches Verdienstkreuz für Kriegshilfe, 1918